# Movimento Democrático do Povo Saho
O Movimento Democrático do Povo Saho (em inglês:  Saho People's Democratic Movement, SPDM) é um grupo organizado na Eritreia, lutando pela autodeterminação do povo saho. São aliados da Organização Democrática Afar do Mar Vermelho, com a qual realizaram operações conjuntas. A organização foi fundada em 1984, durante a Guerra da Independência da Eritreia, e desempenhou um papel significativo na luta contra o governo etíope.
O movimento foi formado como uma resposta à marginalização do povo saho pela Frente de Libertação do Povo Eritreu, o principal movimento de libertação na época.
O Movimento Democrático do Povo Saho defendeu uma maior representação do povo saho na Frente de Libertação do Povo Eritreu, bem como o reconhecimento do saho como língua oficial na Eritreia. A organização também exigiu o fim do recrutamento forçado de jovens para a Frente de Libertação do Povo Eritreu e por maior democracia e direitos humanos no país.
Após a Eritreia ganhar a independência em 1993, o Movimento Democrático do Povo Saho se tornou um partido político e participou das primeiras eleições multipartidárias do país em 1997. No entanto, o partido não conseguiu ganhar nenhuma cadeira na Assembleia Nacional e, desde então, tem lutado para ganhar uma posição na política eritreia.
O movimento tem criticado o governo do presidente Isaias Afwerki, acusando-o de ser antidemocrático e repressivo. O partido também expressou preocupação com a forma como o governo lidou com a disputa de fronteira com a Etiópia, o que levou a um conflito prolongado entre os dois países. Embora a posição oficial do Movimento Democrático do Povo Saho seja a de que procura uma resolução pacífica e democrática para o conflito entre o povo saho e o governo da Eritreia, alguns membros do partido expressaram apoio a uma maior autonomia ou mesmo independência para a região do Saho. O povo saho historicamente enfrentou marginalização e discriminação, e o Movimento Democrático do Povo Saho tem sido um defensor ativo de seus direitos e interesses. No entanto, a liderança do partido enfatizou a importância da unidade e coesão nacional e ressaltou que quaisquer mudanças na estrutura política do país devem ser alcançadas por meios pacíficos e democráticos.